# Łowicki Ośrodek Kultury
Łowicki Ośrodek Kultury (ŁOK) – wcześniej Powiatowy Ośrodek Kultury oraz Miejski Ośrodek Kultury – miejski dom kultury w Łowiczu działający od 1954. Formalnie stanowi samorządową instytucję kultury Urzędu Miejskiego w Łowiczu. 
Główna siedziba domu kultury mieści się w budynku przy ul. Podrzecznej 20, ale należą do niego również muszla koncertowa w parku Błonie oraz Baszta Klickiego przy ul. Magazynowej.

## Historia
Budynek Łowickiego Ośrodka Kultury przy ul. Podrzecznej 20, noszący dawniej nr policyjny 110-112, postawiony został w 1899 według projektu Jana Zapolskiego, inżyniera i architekta powiatu łowickiego i sochaczewskiego. Gmach wzniesiono na obszernym placu, ciągnącym się od ul. Podrzecznej aż do Bzury, na którym stał niewielki browar będący do 1702 własnością Marianny Gumowskiej. Kolejnymi właścicielami nieruchomości byli m.in. Kapuścińscy, Kalińscy i Helwichowie. W 1865 od Karola Hirszowskiego zakupił browar, znany łowicki producent piwa, Gotfryd Adam Reinicke. W trzy lata później całość posesji stała się zabezpieczeniem wiana jego żony – Henrietty Wilhelminy z Bocqetów. Sam browar pozostawał już nieczynny, gdyż cała produkcja odbywała się w pobliskim browarze przy ul. Podrzecznej 16.
Uroczyste rozpoczęcie działalności nowego teatru i resursy w budynku przy ul. Podrzecznej, połączone z przedstawieniem amatorskim oraz „wieczorem tańcującym”, odbyło się 30 grudnia 1899 o godz. 19.30. Całą uroczystość poprzedziły staranne przygotowania. W drukarni Karola Rybackiego przygotowano afisze z programem, a także kupony z cenami dla zamawiających bilety na przedstawienie, tańce lub kolację. Inauguracyjne przedstawienie obejmowało: rymowany „Prolog”, komedię jednoaktową Aleksandra Fredry Pan Benet, część koncertową oraz krótki obrazek dramatyczny Władysława Anczyca Łobzowianie. W prologu, przygotowanym pod kierunkiem autora – K. Rybackiego, wystąpiły miejscowe damy, przebrane w białe tuniki i symbolizujące dziewięć muz greckich. Wiele wskazuje, iż Rybacki był też pomysłodawcą nazwy „Eos” dla nowo powstałego teatru, wziętej od imienia mitologicznej postaci bogini Jutrzenki.
W czasie II wojny światowej budynek został zajęty przez Niemców na Dom Żołnierza (niem. Soldatenheim). Po jej zakończeniu władze przeznaczyły część budynku na mieszkania prywatne, pozostałe zaś na siedzibę Powiatowego Domu Kultury. Uroczyste jego otwarcie, po gruntownie przeprowadzonym remoncie sali widowiskowej, nastąpiło 4 grudnia 1954. W programie inaugurującym działalność PDK znalazło się przemówienie przewodniczącego Prezydium Wojewódzkiej Rady Narodowej w Łodzi – Juliana Horodeckiego oraz występy powstałego wówczas Łowickiego Zespołu Pieśni i Tańca, prowadzonego pod kierunkiem Wincentego Kaźmierczaka. Sala dawnego kino-teatru „Eos” stała się na powrót miejscem występów zespołów muzyczno-tanecznych, spotkań łowiczan z pisarzami i aktorami, konferencji i zjazdów oraz zabaw.
W ramach Powiatowego, a po 1975 Miejskiego Domu Kultury działało wiele sekcji i klubów zainteresowań, zespołów ludowych, muzycznych, teatralnych i kabaretowych. W MDK organizowane były koncerty muzyki poważnej i rozrywkowej, spektakle teatralne, konkursy recytatorskie i muzyczne, odbywały się tu również miejskie akademie rocznicowe. Do szczególnie znaczących wydarzeń w dziejach łowickiego domu kultury należała sesja naukowa pt. „Łowicz w dziejach kultury polskiej”, zorganizowana w październiku 1986 przez Stację Naukową MOBN w Łowiczu z okazji 850-lecia pierwszej historycznej wzmianki o mieście. Podczas dwóch dni obrad naukowcy z całego kraju wygłosili 21 referatów poświęconych miejscu i roli Łowicza w dziejach Polskiu. W trzy lata później, z okazji 35. rocznicy powstania Miejskiego Domu Kultury, zorganizowana została uroczysta akademia i koncert „Wesołego Autobusu”. Impreza była jednocześnie okazją do uczczenia 35. lat pracy artystycznej, zasłużonego dla upowszechniania folkloru łowickiego, Władysława Wojdy. Po zmianach ustrojowych w początkach lat 90. dom przy ul. Podrzecznej stał się siedzibą Łowickiego Ośrodka Kultury. Inauguracja jego działalności nastąpiła formalnie w marcu 1991. Decyzją władz samorządowych ŁOK przejął na siebie zadania organizowania zbiorowego życia kulturalnego w mieście, propagowania różnych form edukacji kulturalnej i prowadzenie działalności upowszechniającej sztukę. W sali widowiskowej odbywały się występy zespołów amatorskich i zawodowych, przedstawienia teatralne, konkursy recytatorskie, zabawy choinkowe i sylwestrowe. ŁOK był organizatorem bądź współorganizatorem imprez artystycznych, jak np. „Łowickie Dni Muzyki”, „Biennale Folkloru”, koncertów cyklicznych „Burmistrz miasta Łowicza zaprasza” oraz organowych w Kolegiacie łowickiej. We wrześniu 1992 w budynku otwarta została kawiarenka „Dziupla”.

## Działalność
Łowicki Ośrodek Kultury jest organizatorem oraz współorganizatorem wielu imprez kulturalnych w Łowiczu (m.in. koncerty muzyczne, występy estradowe, spotkania autorskie, wystawy, konkursy). Do regularnych wydarzeń można zaliczyć m.in.: Łowickie Kolędowanie, Mały OCH!, OCH! Film Festiwal, Prezentacje Ludowe – Boże Ciało, Dni Łowicza, Turbowakacje, Międzynarodowy Festiwal Organowy „Johann Sebastian Bach”, Festiwal „Kolory Polski”, Festiwal Dobrej Żywności „Księżackie Jadło”, Festiwal Tipes Topes. Ośrodek prowadzi także edukację teatralną, filmową i warsztatową oraz wydaje różnego typu publikacje regionalne, w tym regularnie Rocznik Łowicki.  
Ośrodek jest beneficjentem programu „Dom Kultury+” pilotowanego przez Narodowe Centrum Kultury.  

### Nagrody
Ośrodek oraz jego pracownicy i współpracownicy są laureatami wielu nagród z dziedziny kultury, m.in.: 
- Złoty Ekslibris za wydanie albumu „ Łowicka pocztówka 1899-1999” autorstwa Edwarda Miziołka (2000)
- II nagroda za wydanie płyty „ Muzyka ocalona – Łowickie 1952-1959” w konkursie Polskiego Radia „Fonogram Źródeł 2008” (2008)
- Odznaka MKiDN „Zasłużony dla Kultury Polskiej” dla Edwarda Bednarka i Eugeniusza Strycharskiego (2011)
- Nagroda „Łowicka Róża” dla Eugeniusza Strycharskiego w dziedzinie upowszechniania kultury (2011)
- Nominacja do Nagrody Polskiego Instytutu Sztuki Filmowej w kategorii Książka o tematyce filmowej dla książki „100 lat kina w Łowiczu” (2012)
- Nagroda Nagrody Polskiego Instytutu Sztuki Filmowej w kategorii Kino dla kina Fenix za rok 2013 (2014)
- Tytuł honorowy „Łowiczanin 2014” dla Dyrektora Łowickiego Ośrodka Kultury nadany przez Kapitułę tygodnika Nowy Łowiczanin (2015)
- Złoty Ekslibris za wydanie albumu „ I Wojna Światowa w Łowiczu 1914-1918” w kategorii Najlepsza Książka o Ziemi Łódzkiej 2014 (2015)
- Nominacja do Nagrody Polskiego Instytutu Sztuki Filmowej w kategorii Dyskusyjny Klub Filmowy dla DKF „Bez Nazwy” w Łowiczu za rok 2014 (2015)
- Złoty Ekslibris za wydanie książki Zdzisława Kryściaka „Karol Rybacki 1859-1935” w kategorii Najlepsza Książka o Ziemi Łódzkiej 2015 (2016)[4]
- Złoty Ekslibris za album „Łowicz 1918-1939. Kronika fotograficzna” w kategorii najlepsze wydawnictwo albumowe o Ziemi Łódzkiej 2016. Autorzy Maciej Malangiewicz i Jacek Rutkowski (2017)
- „Gwiozda Łowicko” dla Edwarda Bednarka w kategorii upowszechniania i ochrony dóbr kultury ludowej (2017)